# Всё, что я хочу на Рождество
«Всё, что я хочу на Рождество» (англ. All I Want For Christmas) — кинофильм.

## Сюжет
Двое детей из Нью-Йорка, Итан и его младшая сестра Хэлли, пытаются соединить своих родителей, Катерину и Майкла О’Фэллон, находящихся в разводе. Первое препятствие на пути к осуществлению их цели жених Катерины — Тони Боер. Но несмотря на все трудности, правда, не без помощи Санта-Клауса, им всё удаётся. Ведь в Рождество все мечты обязательно сбываются…

## В ролях
- Харли Джейн Козак — Катерина О’Фэллон
- Джейми Шеридан — Майкл О’Фэллон
- Итан Эмбри (в титрах Итан Рэндал) — Итан О’Фэллон
- Тора Бёрч — Хэлли О’Фэллон
- Кевин Нилон — Тони Боер
- Лесли Нильсен — Санта-Клаус
- Андре Мартин — Оливия
- Лорен Бэколл — Лиллиан Брукс

## Съёмочная группа
- Режиссёр: Роберт Либерман[англ.]
- Сценаристы: Том Эберхард и Ричард Крамер
- Продюсер: Роберт П. Коен
- Композитор: Брюс Бротон
- Монтажёр: Дин Гудхилл
- Художник по костюмам: Нолан Миллер

## Номинации
- 1993 Young Artist Award
  - Лучший юный актёр (Итан Эмбри)
  - Лучшая юная актриса (Тора Бёрч)